# William O. Atkeson

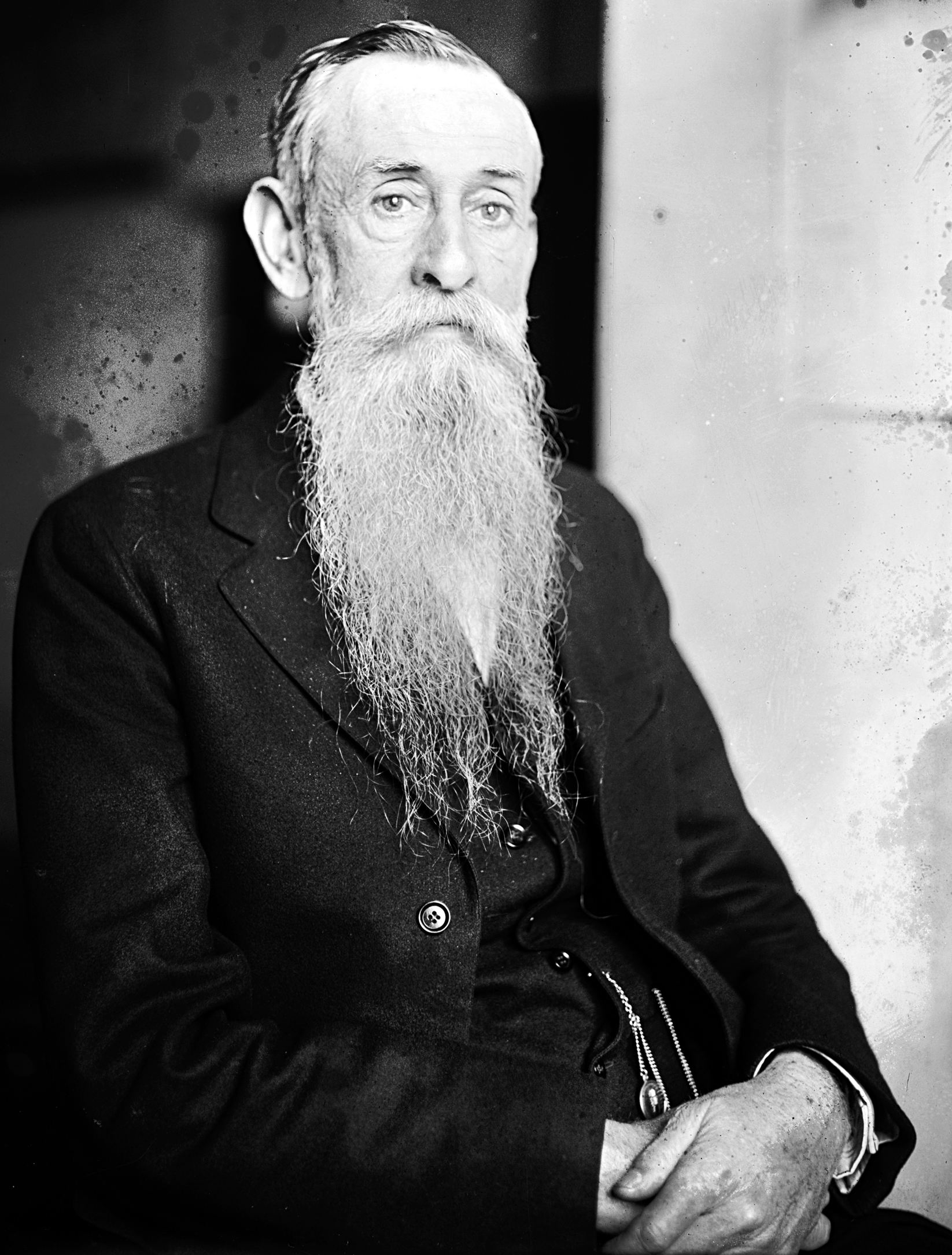
William O. Atkeson

William Oscar Atkeson (* 24. August 1854 bei Buffalo, Putnam County, Virginia; † 16. Oktober 1931 in Butler, Missouri) war ein US-amerikanischer Politiker. Zwischen 1921 und 1923 vertrat er den Bundesstaat Missouri im US-Repräsentantenhaus.

## Werdegang
Der im heutigen West Virginia geborene William Atkeson besuchte die öffentlichen Schulen seiner Heimat und studierte danach an der University of Kentucky in Lexington. In den Jahren 1874 und 1875 war er in West Virginia als Lehrer tätig. Gleichzeitig setzte er seine eigene Ausbildung bis 1875 an der Fairmont Normal School fort. Im Jahr 1876 zog Atkeson nach Point Pleasant, wo er eine journalistische Laufbahn begann. In dieser Stadt gab er im Jahr 1876 die Zeitung „West Virginia Monitor“ heraus. Nach einem Jurastudium und seiner 1877 erfolgten Zulassung als Rechtsanwalt begann er in Council Grove (Kansas) in diesem Beruf zu arbeiten. Seit 1882 lebte Atkeson in Missouri. Zwischen 1882 und 1889 war er in Rich Hill ansässig; danach zog er nach Butler. An beiden Orten praktizierte er als Anwalt. Zwischen 1891 und 1893 war er Bezirksstaatsanwalt im Bates County. Im Jahr 1892 kandidierte er erfolglos für das Amt eines Richters im 29. Gerichtsbezirk von Missouri. Zwischen 1894 und 1902 fungierte Atkeson als Verleger und Herausgeber der Zeitung „Butler Free Press“.
Politisch war er Mitglied der Republikanischen Partei. In den Jahren 1906 und 1908 kandidierte er jeweils erfolglos für den Kongress. Zwischen 1910 und 1911 arbeitete er als stellvertretender Hotelinspekteur für die Regierung von Missouri; von 1911 bis 1913 war er als Deputy State Labor Commissioner stellvertretender Arbeitsminister dieses Staates. In den Jahren 1915 bis 1918 verlegte er die Zeitung „Bates County Record“, deren Eigentümer er auch war.
Bei den Kongresswahlen des Jahres 1920 wurde Atkeson im sechsten Wahlbezirk von Missouri in das US-Repräsentantenhaus in Washington, D.C. gewählt, wo er am 4. März 1921 die Nachfolge des Demokraten Clement C. Dickinson antrat, den er bei der Wahl geschlagen hatte. Da er im Jahr 1922 gegen Dickinson verlor und dieser damit sein Mandat zurückgewann, konnte Atkeson bis zum 3. März 1923 nur eine Legislaturperiode im Kongress absolvieren. In den Jahren 1923 bis 1925 war er als State Warehouse Commissioner in Kansas City tätig. Danach praktizierte er wieder als Anwalt. Außerdem befasste er sich mit literarischen Angelegenheiten. William Atkeson starb am 16. Oktober 1931 in Butler.